# Batalla de Valdepeñas
La batalla de Valdepeñas de 1808 va ser un episodi militar de la Guerra del Francès.

## Antecedents
Amb gran part d'Espanya en rebel·lió oberta, Napoleó Bonaparte va establir el comandament a Baiona per reorganitzar les seves forces i corregir la situació, creient que un desplegament ràpid de les forces acovardiria els insurgents i consolidaria ràpidament el seu control d'Espanya, i va enviar una sèrie de columnes que volien escanyar a la rebel·lió prenent i pacificant les principals ciutats d'Espanya: Des de Madrid Jean Baptiste Bessières va dirigir-se a Castella la Vella amb 25.000 homes i va enviar un destacament a Aragó, amb l'objectiu de capturar Santander i Saragossa; Jeannot de Moncey va marxar cap a València amb 9.000 homes i Guillaume Philibert Duhesme amb 12.710 tropes cap a Catalunya, posant setge a Girona. Finalment, Pierre-Antoine Dupont conduiria 13.000 homes al sud cap a Sevilla i el port de Cadis, que resguardava la flota de François Rosilly de la Royal Navy. Joseph Chabran del Cos d'Observació dels Pirineus Orientals del general Duhesmes amb 800 genets i quinze peces d'artilleria passant per Tarragona s'havia d'establir a Tortosa, a la mateixa distància de València i Saragossa.
Al maig de 1808, el General Dupont ordena instal·lar un parc d'intendència a Santa Cruz de Mudela, que el 5 de juny s'alça en armes i ataca el contingent francès establert a la vila, dels que molts aconsegueixen fugir cap Valdepeñas, on el poble i la Junta de Defensa els impedeixen el pas i han de continuar camp a través fins a Manzanares, on s'uneixen a la tropa del general Claude Roize que crida una part de la guarnició de Madridejos a 500 dragons del general Louis Liger-Belair, que es van reunir al turó de les Aguzaderas, a 2 km. al nord de Valdepeñas.

## Batalla
A les 8 i mitja del matí comença la marxa francesa fins a l'entrada de la vila, i en entrar els soldats, comença l'aixecament i la lluita al carrer principal i Louis Liger-Belair ordena entrar a la vila a la cavalleria i el poble torna a atacar des del carrer, teulades i finestres, així que el general francès mana entrar pels carrers laterals i incendiar casa per casa tot el poble mentre un altre gran grup se situaria a les entrades del poble per afusellar tot el que sortís d'ell fugint del foc. Davant la impossibilitat de creuar la vila pel Camí Reial i de sotmetre al poble, el general Ligier-Belair ordena al seu tinent Maurice de Tascher endinsar-se en la vila fins a l'Ajuntament, on va ser disparat, però va aconseguir entrar i entrevistar-se amb l'alcalde. Es va acordar que les tropes no creuarien la vila i a canvi el poble subministraria queviures per un dia. L'endemà, els francesos van poder entrar desarmats a recollir els seus cadàvers. L'incendi va durar tres dies.

## Conseqüències
Pierre-Antoine Dupont marxà cap a Còrdova amb la Divisió Barbou, formada per uns 12.000 homes. En arribar Alcolea es trobà amb la resistència dels espanyols dirigits pel general Echevarri, mentre que el general Castaños, amb 40.000 homes a les seves ordres, amenaçà de col·lapsar les seves comunicacions amb Madrid. Derrotà Echevarri al pont d'Alcolea i entrà a Còrdova el 7 de juny, i on un tret del veí Pedro Moreno va ferir el mariscal i li va matar el cavall, així que els francesos, en revenja, van saquejar la ciutat durant tres dies. Dupont retrocedí fins a Andújar i Bailèn, on es trobà amb tot l'exèrcit espanyol, que el derrotà.
La comunicació francesa entre Madrid i Andalusia es tallar per la intercepció de correus i les actuacions de les guerrilles a la Manxa. Donada la dificultat de prendre les viles del Camí Reial, els francesos van vorejar el Guadiana fins a Ciudad Real, i els 26 i 27 de març de 1809 es va dur a terme la batalla de Ciudad Real que va permetre prendre als francesos la capital i tota la província, restablint la comunicació amb Andalusia i instal·lant guarnicions a Ciudad Real, Almagro, Daimiel i al castell de Manzanares; passant Manzanares a ser capital de la província fins al final de la guerra.
Per aquests fets se li va concedir a la vila el títol de "Molt Heroica".